# 아킬레우스

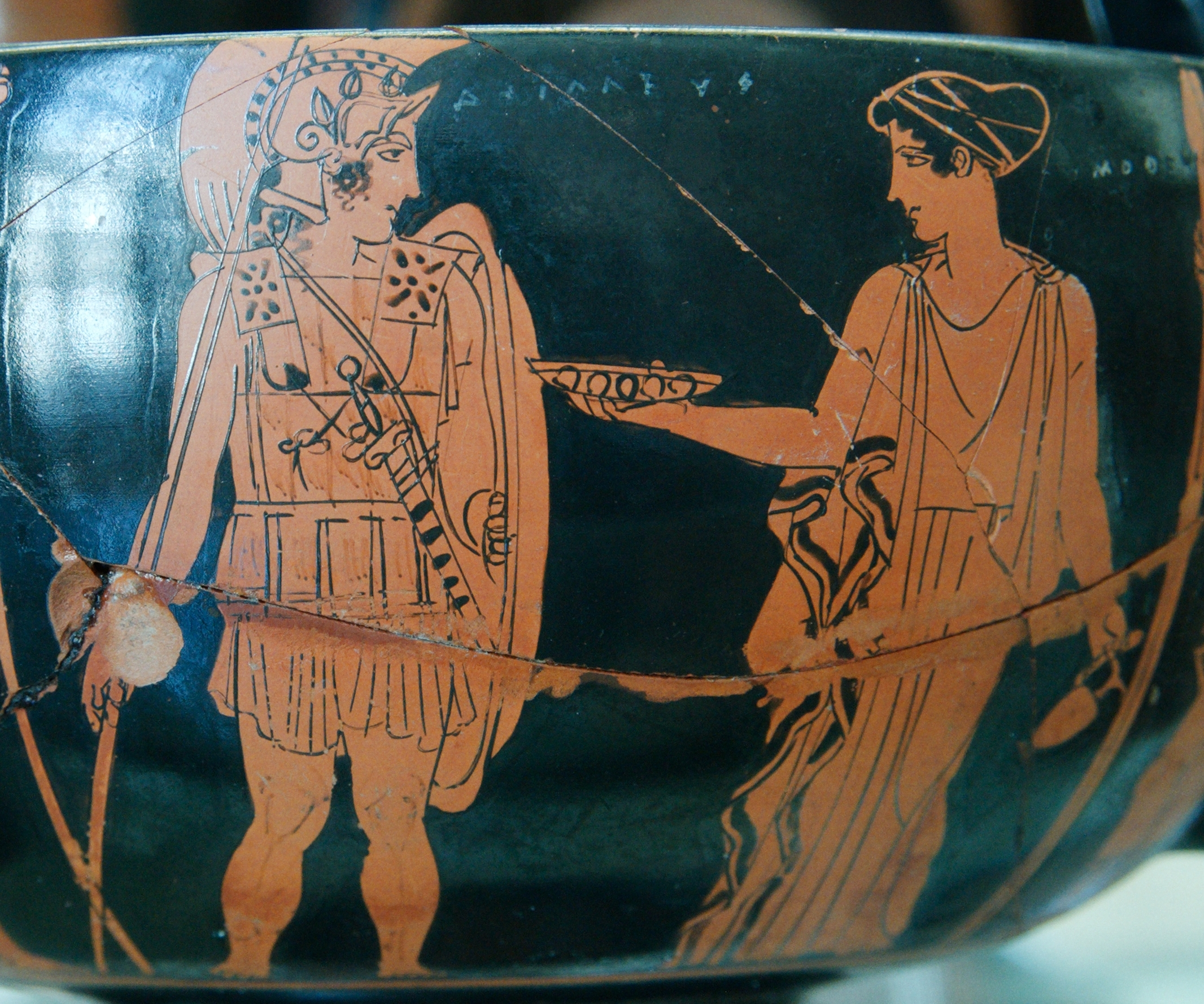
아킬레스와 네레이데스

아킬레우스(그리스어: Αχίλλευς) 또는 아킬레스(라틴어: Achilles 듣기 (도움말·정보))는 고대 그리스 신화에 나오는 영웅이다. 고대 그리스의 서사시, 《일리아스》의 도입부는 아킬레스의 분노로 시작된다.

## 어린 시절
아킬레스는 테살리아 지방의 퓌티아의 왕 펠레우스와 요정 테티스의 아들이다.
제우스와 포세이돈 등 무수한 남신들이 아름다운 바다의 요정 테티스에게 구혼했지만, 그녀가 낳은 아들은 아버지보다 뛰어나 올림포스를 차지할 것이라는 프로메테우스의 예언을 받고 포기했다. 제우스는 대신 테티스를 인간인 펠레우스에게 시집보냈다. 펠레우스와 테티스의 결혼식에 모든 신들이 초대되었지만 불화의 여신 에리스만이 제외되었다. 이에 앙심을 품은 에리스가 신들 사이로 황금사과를 던지면서 트로이 전쟁의 불씨가 생겼다.
테티스는 갓난아기였던 아킬레우스를 저승의 스틱스 강에 담가 상처를 입지 않는 무적의 몸으로 만들었다. 그러나 그녀가 잡고 있었던 발목 부분은 강물에 닿지 않았기 때문에, 발목 뒤 힘줄은 아킬레우스가 상처를 입을 수 있는 약점으로 남았다. 이 전설에서 치명적인 약점을 뜻하는 아킬레스건이라는 단어가 유래했다.
소년 시절에 아킬레우스는 켄타우로스 족의 현자 케이론에게 학문과 무술을 익혔다. 아킬레우스는 강인한 전사였지만 또 달리기가 빠르기로도 유명했다.
테티스는 아킬레우스가 젊은 나이에 트로이 전쟁에 참전해 죽거나, 명예로운 업적을 남기지 않는 대신 오래 살 것이라는 신탁을 받았다. 아킬레우스를 절대로 트로이 전쟁에 보내지 말아야겠다고 마음먹은 그녀는 그를 여장시켜 스키로스의 리코메데스 왕의 궁정으로 보냈다. 아킬레우스는 필라라라는 가명을 쓰면서 리코메데스 왕의 딸들과 섞여 베를 짜고 악기를 배우며 시간을 보냈다.
이때 아킬레우스가 리코메데스의 장녀 데이다메이아와 사랑에 빠져서 비밀 혼인을 올리고, 이후 데이다메이아가 아들 네오프톨레모스를 낳았다는 이야기도 있다.
그러나 아킬레우스가 스키로스섬에 숨어있을 때는 겨우 7살~9살 정도였고, 데이다메아도 비슷한 나이라 자식을 낳았다는 것은 애초 불가능하다는 주장도 만만치 않다.
일단 아킬레스의 정전격인 일리어드에서는 데이다메이아나 네오프톨레모스의 존재는 전혀 나오지 않는다. 일리어드에 따르면 아킬레스가 어머니 테티스 여신 외에 직계혈족으로 떠올리며 눈물 흘린 존재는 트로이의 노왕 프리암이 찾아와 사정할 때 고국에서 자신을 기다리며 늙어가는 펠레우스 왕이 유일하다.
그리스의 예언자 칼카스는 아킬레우스가 없이 그리스 군은 트로이 전쟁을 승리할 수 없다는 신탁을 받았다.
그러나 아킬레우스는 트로이 전쟁에 참여하면 영웅으로 이름을 날리지만 전사하여 단명하고, 고국에 돌아올 수 없는 운명이었다. 또 트로이 전쟁에 참여하지 않으면 명예는 얻지 못하나 장수할 운명이라 했다. 이에 어머니 테티스 여신은 외아들이 일찍 죽는 걸 피하려 어떻게든 전쟁에 못 가도록 고심했다고 한다.
그런 맥락에서 가장 많이 알려진 버전이 테티스가 아킬레스를 스키로스 섬에 데려가 리코메데스 왕의 궁전에 여장을 시켜 숨겨놓았는데, 이를 오디세우스에게 걸렸다는 것이다.
즉 아킬레우스를 찾아서 스키로스로 온 오디세우스는 아킬레우스가 여장을 하고 숨어있다는 사실을 간파하고 꾀를 냈다. 그는 왕녀들에게 장신구를 선물하면서 사이에 무기를 섞어 놓았다. 여자들이 보석을 보고 즐거워하는 동안 아킬레우스는 아무런 관심을 보이지 않고 서 있었다. 갑자기 적의 침공을 알리는 나팔 소리가 들리자 아킬레우스는 장신구 사이에 있던 무기를 얼른 집어들었다. 정체가 드러나자 자신의 용기를 증명하고 싶었던 아킬레우스는 순순히 오디세우스를 따라 그리스 군에 가담했다고 한다.
그러나 이 일화 역시 일리어드에서는 채택하지 않는다.
일리어드에 따르면 아킬레우스가 트로이전쟁에 대해 처음 얘기를 들은 것은 그의 고국 프티아의 궁전에서였다. 아킬레스는 아버지인 펠레우스 왕, 또 친구이자 이미 부관 역할을 하던 파트로클로스, 파트로클로스의 아버지와 넷이서 정원에서 양고기를 구워 먹으며 식사중이었다. 이때 이들을 찾아온 인물이 현명한 노인으로 유명한 네스토르, 그리고 오디세우스였다고 한다.
네스토르는 트로이와의 역대급 대규모 전쟁이 벌어질 거라 얘기하며 참전을 요청했고, 이에 펠레우스 왕은 마땅한 남자의 도리라며 즉각 승낙한다. 아직 어리던 아킬레우스도 마찬가지였고, 파트로클로스도 그 자리에서 참전하겠다고 했는데, 이때 파트로클로스의 아버지는 자신들의 은인이자 프티아의 왕자인 아킬레우스를 제대로 보필하라고 아들에게 신신당부까지 한다.
이 내용은 아킬레우스가 브리세이스를 아가멤논에게 뺏긴 후 분노해 전쟁에 불참하는 동안 트로이군에 크게 밀려 다수의 사상자가 속출하고, 그리스 함대까지 위험해진 긴박한 상황에서 노익장 네스토르가 파트로클로스에게 직접 상기시키며 그런 일도 있었는데 자네는 아킬레우스를 제대로 설득해 다시 참전시키지 않고 뭘 하느냐고 핀잔을 주는 대목에서 상세히 나온다.
이에 따르면 여장을 하고 스키로스 섬에 숨어 있던 아킬레스를 오디세우스가 찾아내고, 트로이 전쟁에 대해 처음 알려줘서 아킬레스가 참가하기로 했다는 것은 적어도 일리어드 버전과는 전혀 다르다.
다만 그리스에서 가장 용감한 영웅이자 '트로이에 온 모든 그리스 장군 중에서 최고의 미남'으로 꼽히는 그 아킬레우스가 여장을 하고 소녀들 사이에 숨어 지내다 발각되었다는 이야기 자체가 아무래도 호사가들 취향에 맞으므로, 이와 관련된 그림을 중세시대 화가들이 많이 그리면서 더 널리 알려진 것으로 추정된다.

## 아킬레스건
아킬레스건은 트로이 전쟁 이야기에 나오는 아킬레스의 약점을 뜻한다. 그의 어머니 테티스는 아킬레스를 불사신으로 만들기 위하여 저승에 흐르는 스틱스 강물에 그를 넣었다가 빼었는데, 테티스가 잡고 있던 발 부분이 물에 잠기지 않아서 발꿈치가 그의 유일한 약점이 되었다는 데서 유래되었다.
그러나 이는 후기 로마의 시에서 나온 얘기로, 아킬레스의 정전격이라 할 고대 그리스 서사시 일리어드에서는 전혀 그런 내용이 없다. 호메로스의 일리어드에서는 심지어 전투중 아킬레스가 팔에 부상을 입고 피를 흘리는 묘사까지 나오며, 기본적으로 아킬레스가 발꿈치 외에 무적이면 무엇 때문에 그 어마어마한 황금방패와 투구, 갑옷이 필요했겠느냐는 지극히상식적인 반문이 따른다.
로마 시대에 기록된 아킬레스 관련 이야기는 호메로스를 포함한 고대 그리스의 정통 아킬레스와는 상당히 다르거나 모순되게 묘사되는 경우가 많다.
로마 자체가 아킬레스 등 그리스군에 의해 멸망한 트로이에서 간신히 살아남아 도망친 아에네아스의 후손이 세운 나라인 까닭에, 자연 자신들의 선조를 패배자로 만든 그리스 영웅들 특히 그 대표격인 아킬레스에 대해서도 불편한 시각을 갖고 어떻게든 폄하하거나 왜곡하려는 시도가 많았다는 사실을 감안해야 한다.
그런 로마시대 아킬레스 관련 전승들 중 대표적인 게 그의 죽음과 관련된 정황 조작 창작물들이다. 고대 그리스 시인들은 아킬레스가 헥토르를 무찌른 후에도 계속 혁혁한 전공을 세우다가 이를 미워한 트로이의 수호신 아폴론이 쏜 화살에 맞아 치열한 전투중에 전사했으며, 거인 아이아스가 그의 시신을 메고 그리스군 진지로 돌아왔다고 전한다.
그러나 로마시대에 나온 구전 중 일부는 이와 달리 아킬레스가 뜬금없이 트로이 공주에게 반해서 결혼하려다가 파리스의 화살에 맞아 죽었다고 한다. 이는 영웅의 죽음과 전혀 어울리지 않는 죽음일 뿐더러, 파트로클로스를 포함해 무수한 동료들을 죽인 트로이에 대해 불타는 적대감을 갖고 최선봉에서 트로이 함락을 위해 싸우는 그리스 최고 용사인 정통 아킬레스 캐릭터와도 전혀 맞지 않는 버전이다.
어쨌든 그 로마시대 한 버전에 의하면,아킬레스는 자신이 죽인 헥토르의 장례식에서 눈물을 흘리던 트로이 공주 폴릭세네를 보고 미모에 반해서 청혼을 했다고 한다. 아예 트로이를 멸망시키고 포로로 삼은 것도 아니고, 버젓이 아직 양국이 대치중인 상태에서 얼마전 자기가 죽인 상대의 누이에게 청혼했다는 자체부터 모순이지만, 어쨌든 이 버전에 의하면 아킬레스는 아폴론의 팀블레 신전에서 폴릭세네와 결혼 협상을 하려고 비무장으로 갔다는 것이다.
일각에서는 트로이공주에게 아킬레스가 반한 게 아니라, 트로이의 프리암왕이 아킬레스를 자기들 편으로 끌어들이려 혼인동맹을 은밀히 타진하러 아폴론 신전으로 유인했다고도 한다.
그러나 이 신전에 미리 와서 아폴론의 신상 뒤에 숨어 있던 파리스가 몰래 독을 바른 화살을 아킬레스에게 쏘았고, 이에 아킬레스는 발뒤꿈치를 맞아서 죽고 말았다는 것이다.
어쨌든 트로이전쟁 최고 영웅으로 거의 신적인 존재로 숭배받던 전승무패의 완벽한 전사 아킬레스가 발뒤꿈치에 화살을 맞아 사망했다는 점에선 어느 전승이든 일치하므로, 여기서 유래하여 지금도 헛점 없어 보이는 사람이나 집단의 결정적 약점을 '아킬레스건'이라고 부른다.

## 일리아스
호메로스의 《일리아스》는 트로이아 전쟁에서 아킬레우스의 행적에 대한 가장 유명한 서사시이다. 아킬레우스의 분노(μῆνις Ἀχιλλέως; 메니스 아킬레오스)는 이 시의 중심 주제이다. 《일리아스》의 첫 두 줄은 다음과 같다.
| Μῆνιν ἄειδε θεὰ Πηληιάδεω Ἀχιλῆος οὐλομένην, ἣ μυρί' Ἀχαιοῖς ἄλγε' ἔθηκε, [...] | 노래하소서, 여신이여! 펠레우스의 아들 아킬레우스의 분노를. 아카이오이족에게 헤아릴 수 없이 많은 고통을 안겨주었으며 [...] |

일리아스에서 아킬레스는 처음에는 싸움에 참가했으나 전쟁이 생각보다 길어지자, 결국 트로이를 공격하지 않고 트로이의 제후국인 여러 나라들을 쳐, 많은 전리품을 얻는다. 그 과정에서 예쁜 여자 둘을 얻었는데, 처음에는 아킬레스가 크리세이스를 그리스 군의 총사령관인 아가멤논에게 주었으며 브리세이스는 자신이 갖는다. 하지만 크리세이스의 아버지가 아가멤논에게 자신의 딸을 줄 것을 요구한다. 그는 아폴론 신전의 사제였는데, 자신이 자신의 딸과 사제 일을 돌봐야 일이 잘 풀린다는 내용과 같이, 많은 몸값을 아가멤논에게 주려고 하였으나, 아가멤논은 전리품은 돌려줄 수 없다는 이유로 무참히 내쫓는다,
결국 그리스 군은 또다시 무서운 전염병이 나돌아, 할 수 없이 아가멤논은 크리세이스를 그녀의 아버지에게 다시 돌려주며 소 100마리를 아폴론에게 바친다.
그러나 아가멤논은 크리세이스를 돌려준 손실을 보충한답시고 아킬레스의 여자인 브리세이스를 빼앗으려 들었다. 일리어드에 따르면 브리세이스는 단순한 노예가 아니라, 아킬레스가 '내 영혼 깊은 곳으로부터 사랑하는 여성, 아내와 같은 존재' 라 공언할 정도로 각별한 의미가 있었고, 그리스군이 아킬레스의 혁혁한 전공을 인정해 <명예의 상>으로 선사한 여성이었다.
그러나 아가멤논은 자신의 손실 보상만을 강조하며 끝내 브리세이스를 아킬레스로부터 빼앗았고, 공개적으로 그를 모욕했다. 그리스군 대다수가 아가멤논의 행동이 잘못되었다고 느꼈으나, 왕의 위세에 눌려 노인인 네스토르 정도 외에는 공개반대도 못하고 침묵했다.
이에 분노한 아킬레스는 전투 참전을 중단했고, 때문에 그리스 군이 트로이 군에게 크게 밀렸다.
하지만 친구 파트로클로스가 트로이 군과의 전투 중 헥토르에게 전사하자 다시 전투에 참전하여 결투 끝에 헥토르를 죽여 친구의 복수를 했다. 이후 트로이 왕자 뤼카온, 장수 아스테로파이오스, 병사 알카토오스, 아마존의 펜테실레이아 여왕, 에티오피아의 왕 멤논과 동료 테르시테스 등을 죽였다. 그러나 전투 중 태양신 아폴론 신이 구름 뒤에 숨어 직접 쏜 화살에 맞아 전사했다. 아폴론이 직접 쏜 게 아니라, 트로이 전쟁을 유발한 원흉인 비겁한 파리스의 화살을 조종해 아킬레스의 급소를 맞히게 해서 전사했다는 이야기도 있다.

## 기타
아우토메돈(Automedon)은 아킬레스의 마부로서 명성을 날렸다.
- 골판지 전기에 나오는 반의 LBX

## 계도
틀:아킬레스의 계도